# Муњевити Кринфолион
Муњевити Кринфолион је измаштано биће које деци помаже да побољшају свет, заштитник и званично обележје Бијенала уметничког дечијег израза, глумац и сликар. По веровањима деце која су учествовала на трећем БУДИ-ју Муњевити Кринфолион представља „лава или птицу, магичног коња са очима и магичним летећим крилима, заштитника деце, змаја, ноћну лепотицу, летећег понија, Кинтаљга, пегаза са главом сове, летећег коња, пола птицу пола слона, пола сову пола слона, птицу и плод дечије маште”.

## Историја
Културни центар Панчева, уз подршку компаније Nestle Adriatic Foods, је покренуо 2006. године први Међународни бијенале уметничког дечијег израза (скраћено БУДИ) под називом „Одбрана природе” где је седиште била заштита животне средине. Оснивач и уметнички директор је Бранислав Радовановић. У оквиру првог БУДИ-ја је расписан јавни конкурс на који су се деца јављала са аутентичним предлозима за комплетан идентитет манифестације: лого, слоган, плакат и маскота, када је фестивал и добио свог заштитника и званично обележје – Муњевитог Кринфолиона. Награду за лого и маскоту Бијенала и титулу '06 „Витез од маште” добио је Милош Јеремић, тадашњи ученик првог разреда Основне школе „Јован Стерија Поповић” Нови Београд, аутор ликовног рада „Троглава звер/Чувар природе” за најмаштовитију графичку стилизацију обележја Бијенала, а специјално признање за виртуозног именитеља Гран при награде „Муњевити Кринфолион” је додељено аутору Милошу Бабићу, тадашњем ученику првог разреда исте основне школе. На првом Бијеналу уметничког дечијег израза је луткар Зоран Мисита на радионици „БУДИ Муњевити Кринфолион” показао деци како се праве лутке, а потом су заједно израдили маскоту БУДИ '06. Муњевити Кринфолион има и свој мурал у вртићу, као и кратке филмове „Снови су да се прате” 2014. године. До сада је организовано још девет Бијенала под називом „Град и ја” 2008, „Дечји свет” 2010, „Деца знају све” 2012, „У врту различитости” 2016, „Лепо се играј” 2018, „Оно што те чини срећним!” 2019, „Мале лудости — велике мудрости” 2021, „Откључано небо” 2023. и „Циркус – где су чуда надохват руке!” 2025. године и на сваком је додељена и најважнија Гран при награда „Муњевити Кринфолион”.